# Stan le tueur
Stan le tueur est une nouvelle de Georges Simenon, publiée en 1938. Elle fait partie de la série des Maigret.

## Historique
La nouvelle est écrite à Neuilly pendant l'hiver 1937-1938 ou à Porquerolles en mars 1938 . Elle connaît une première publication lors d'une édition pré-originale dans l'hebdomadaire Police-Roman, no 35 du 23 décembre 1938.
La nouvelle est reprise dans le recueil Les Nouvelles Enquêtes de Maigret en 1944 chez Gallimard.

## Résumé
Maigret et ses inspecteurs ont organisé une planque devant un hôtel de la rue de Birague, à Paris, où se terre la bande des Polonais, des bandits qui attaquent des fermes isolées du nord de la France. Un étrange bonhomme, polonais lui aussi, vient proposer à Maigret son aide pour arrêter le chef de la bande, Stan le tueur.

## Éditions
- Édition originale : Gallimard, 1944
- Tout Simenon, tome 25, Omnibus, 2003  (ISBN 978-2-258-06110-1)
- Folio Policier, n° 679, 2013  (ISBN 978-2-07-030451-6)
- Tout Maigret, tome 10, Omnibus,  2019  (ISBN 978-2-258-15349-3)

## Adaptation
- Stan le tueur, téléfilm français de Philippe Laïk, avec Jean Richard, diffusé en 1990.